# Хенрик, принц-консорт Датский
Принц Хенрик Датский (дат. Hans Kongelige Højhed Prins Henrik), при рождении Анри Мари Жан Андрэ, граф де Лаборд де Монпеза (фр. Henri Marie Jean André de Laborde de Monpezat); 11 июня 1934[…], Таланс, Жиронда, Франция — 13 февраля 2018[…], Фреденсборг, Ховедстаден) — датский государственный, военный и общественный деятель. Муж королевы Дании Маргрете II. Отец короля Дании Фредерика X.

## Биография
Родители: отец - Шарль Мари Жан Андре де Лаборд де Монпеза (1907-1998), мать - Рене Ивонн Дурсено (1908-2001). В семье родилось девять детей: Франсуаза (1932-2021), Анри (Хенрик) (1934-2018), Анн-Мари (1935-1938), Жозеф (1939-1957), Тереза (1940-1959, её велосипед сбила машина), Этьен (р.1942), Жан-Батист (р. 1943), Катрин (р. 1946, монахиня) и Мориль (1947-2015).
До 5 лет жил с родителями в Индокитае, где его отец занимал высокую должность во французской колониальной администрации.
С 1939 года жил во Франции, в семейной резиденции в Каоре.
С 1947 года обучался в иезуитском колледже в Бордо.
В 1948—1950 годах обучался в старших классах средней школы в Каоре.
В 1950 году, вместе с отцом, уехал в Ханой, где в 1952 году окончил французскую гимназию.
С 1952 по 1957 год обучался в Сорбонне, где изучал право и политические науки. Одновременно изучал китайский и вьетнамский языки в Национальной школе восточных языков.
В 1957 году, для языковой практики, отправился в Гонконг, а в 1958 году — в Сайгон.
С 1959 по 1962 год — служил во французской армии. Участвовал в Алжирской войне.
В 1962 году сдал экзамен и поступил на работу в Азиатский департамент МИД Франции.
С 1963 по 1967 год — третий секретарь посольства Франции в Лондоне (Великобритания).

## Болезнь и смерть
В течение 2017 года принц был несколько раз госпитализирован. 6 сентября 2017 года объявлено о поставленном диагнозе «деменция». 28 января 2018 года он был госпитализирован в Ригхоспиталет после посещения Египта. Позднее было сообщено об обнаружении у него доброкачественной опухоли в левом лёгком. В связи с ухудшением состояния здоровья отца, наследный принц Фредерик прервал свой визит в Южную Корею, где он планировал присутствие на зимних Олимпийских играх, и возвратился в Данию. 13 февраля, несмотря на тяжелое состояние, принц Хенрик был переведён из Рикхоспиталет во дворец Фреденсборг, где пожелал провести последние дни своей жизни. В тот же день, в 23:18 по местному времени, принц умер на 84-м году жизни во сне во дворце Фреденсборг в присутствии супруги и детей.
В связи с кончиной принца, Датский королевский двор объявил о месячном трауре. Гроб с телом принца был установлен в королевской часовне во дворце Кристиансборг. 20 февраля 2018 года тело умершего было кремировано. Половина праха была развеяна над датскими морями, а вторая половина помещена в приватную часть садов дворца Фреденсборг.

## Семья

Штандарт принца-консорта Хенрика Датского

В Лондоне встретился с наследной принцессой Дании Маргрете.
10 июня 1967 года в церкви Холменс в Копенгагене состоялась церемония венчания Анри и Маргрете, по случаю которой граф Анри де Монпеза получил титул «Его Королевское Высочество принц Хенрик Датский». Перешёл из католицизма в лютеранство.
После восшествия жены на престол ему были присвоены звания генерала и адмирала (командующего армией и флотом королевства).

### Дети
У королевы Маргрете II и принца Хенрика двое сыновей:
- Фредерик X Король Дании  (род. 26 мая 1968 года)
- принц Йоаким Хольгер Вальдемар Кристиан (род. 7 июня 1969 года).

## Общественная деятельность
- Президент Комитета покровителей Фонда Европейской культуры
- Президент Датского фонда Всемирного фонда дикой природы
- Почётный Председатель Совета Датского королевского яхт-клуба
- Почётный Президент Ассоциации «Франция — Дания»
- Председатель Комитета короля Фредерика Девятого
- Президент фонда школы принца Хенрика
- Председатель Правления Фонда принца-консорта
- Почётный Председатель Совета Орхусского парусного клуба
- Почётный президент теннисного клуба «1900 Теннис»
- Член правления Фонда королевы Маргрете и принца Хенрика
- Член многих других датских и международных организаций.

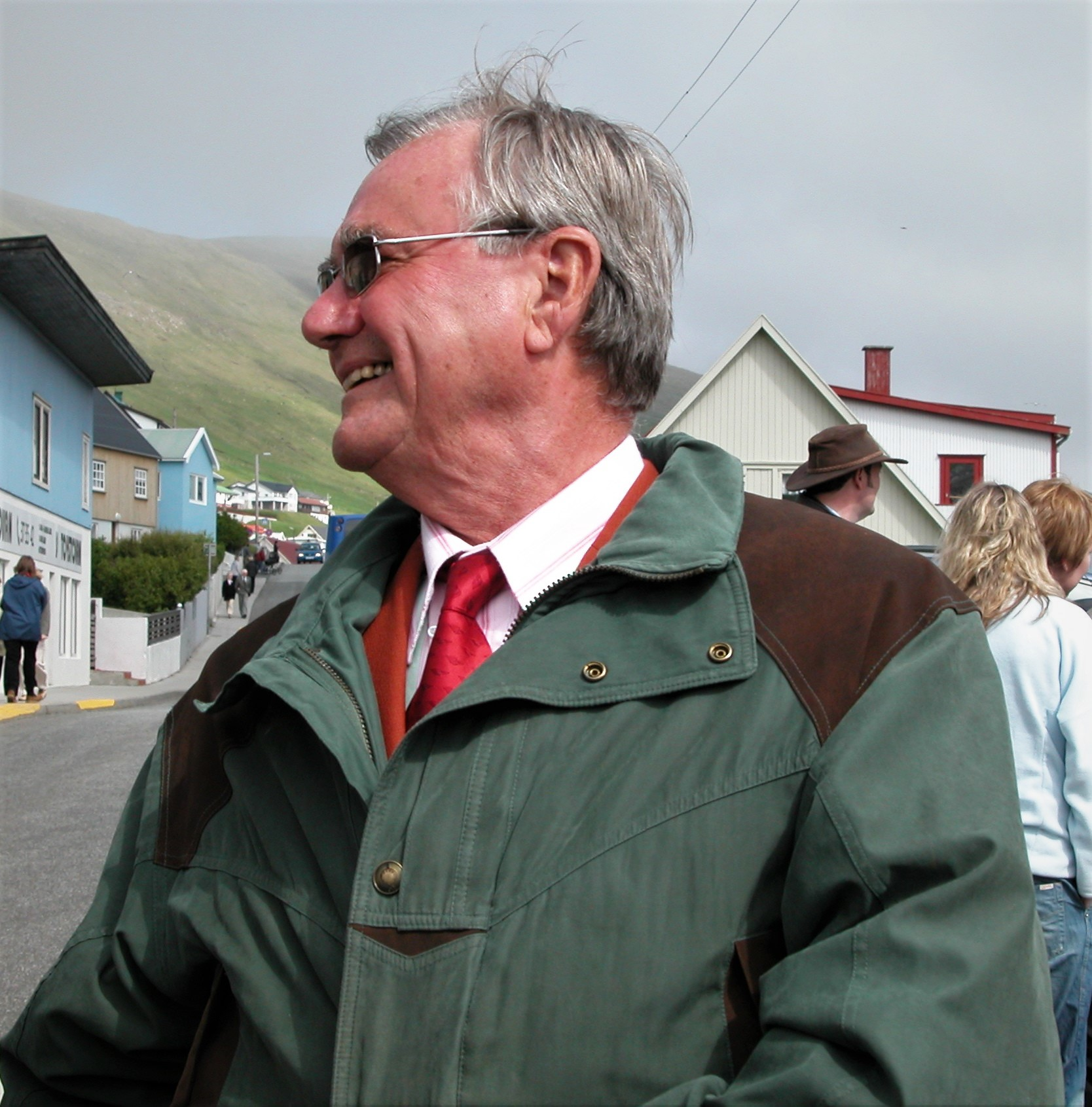
21 июня 2005 года

Под патронатом принца-консорта находились многие организации и проекты. Когда члены королевской семьи принимают на себя роль патрона, это означает, что они обязуются поощрять соответствующие объединения, учреждения, организации. Это может быть сделано разными способами.
Под патронатом принца-консорта находились:
- Датский комитет Альберта Швейцера
- «Альянс Франсез» в Дании
- Фонд поддержки слепых
- Датско-китайский бизнес-форум
- Датская ассоциация эпилепсии
- Датский Красный Крест
- Датское общество Франца Шуберта
- Совет друзей Андерсеновского музея
- Молодёжная палата Дании
- Датский королевский аэроклуб.
- Копенгагенский Ротари Клуб
- Музей фотоискусства
- Зоопарк

и многие другие организации.

## Титулы
- 1934—1967: граф Анри де Лаборд де Монпеза
- 1967—2005: Его Королевское Высочество принц Хенрик Датский (дат. Hans Kongelige Højhed Prins Henrik af Danmark)
- 2005—2016: Его Королевское Высочество принц-консорт (дат. Hans Kongelige Højhed Prinsgemalen)[13]
- 2016—2018: Его Королевское Высочество принц Хенрик (дат. Hans Kongelige Højhed Prins Henrik)[13]

Принц Хенрик всегда просил сделать его королём-консортом, против чего категорически выступала королева Маргрете. Многолетний спор завершился тем, что в 2016 году он отказался именоваться принцем-консортом (принял этот титул в 2005 году). Летом 2017 года принц выступил с заявлением, что не хочет, согласно многовековому обычаю, быть захороненным вместе с супругой в королевской усыпальнице, расположенной в соборе города Роскилле, но согласен упокоиться в Дании.

## Награды
Награды Дании
| Страна     | Дата           | Награда                                                                 | Награда                                                                 | Литеры                 |
| ---------- | -------------- | ----------------------------------------------------------------------- | ----------------------------------------------------------------------- | ---------------------- |
| Дания      | -              | Рыцарь ордена Слона                                                     | Рыцарь ордена Слона                                                     | R.E.                   |
| Дания      | -              | Рыцарь-командор Большого креста ордена Данненброга                      | Рыцарь-командор Большого креста ордена Данненброга                      | S.Kmd.                 |
| Дания      | -              | Серебряный крест ордена Данненброга                                     | Серебряный крест ордена Данненброга                                     | D.Ht.                  |
| Дания      | 24 мая 1985    | Памятная медаль «50 лет воцарения королевы Ингрид в Дании»              | Памятная медаль «50 лет воцарения королевы Ингрид в Дании»              | Dr.I.E.M.              |
| Дания      | 16 апреля 1990 | Памятная медаль «50 лет со дня рождения королевы Маргрете II»           | Памятная медаль «50 лет со дня рождения королевы Маргрете II»           | EM.16.apr.1990         |
| Дания      | 14 января 1997 | Памятная медаль Серебряного юбилея королевы Маргрете II                 | Памятная медаль Серебряного юбилея королевы Маргрете II                 | R.E.m.                 |
| Дания      | 11 марта 1999  | Памятная медаль «100 лет со дня рождения короля Фредерика IX»           | Памятная медаль «100 лет со дня рождения короля Фредерика IX»           | M.M.11.marts 1899-1999 |
| Дания      | 28 марта 2001  | Памятная медаль королевы Ингрид                                         | Памятная медаль королевы Ингрид                                         | Dr.I.M.M.              |
| Дания      | 11 июня 2009   | Памятная медаль «75 лет со дня рождения принца Хенрика»                 | Памятная медаль «75 лет со дня рождения принца Хенрика»                 | Em.11.juni.2009        |
| Дания      | 16 апреля 2010 | Памятная медаль «70 лет со дня рождения королевы Маргрете II»           | Памятная медаль «70 лет со дня рождения королевы Маргрете II»           | EM.16.apr.2010         |
| Дания      | 14 января 2012 | Памятная медаль Рубинового юбилея королевы Маргрете II                  | Памятная медаль Рубинового юбилея королевы Маргрете II                  | R.40.Em.               |
| Дания      | 16 апреля 2015 | Памятная медаль «75 лет со дня рождения королевы Маргрете II»           | Памятная медаль «75 лет со дня рождения королевы Маргрете II»           | EM.16.apr.2015         |
| Дания      | 2017           | Памятная медаль «Золотая свадьба королевы Маргрете II и принца Хенрика» | Памятная медаль «Золотая свадьба королевы Маргрете II и принца Хенрика» | G.Em.                  |
| Гренландия |                | Золотая медаль «За заслуги»                                             | Золотая медаль «За заслуги»                                             |                        |
| Дания      | -              | Медаль обороны «За отличную службу»                                     | Медаль обороны «За отличную службу»                                     | Fsv.M.F.T.             |
| Дания      | -              | Медаль ополчения «За заслуги»                                           | Медаль ополчения «За заслуги»                                           | Hjv.Ft.                |
| Дания      | -              | Медаль датского Красного креста «За заслуги»                            | Медаль датского Красного креста «За заслуги»                            | D.r.K.Ft.              |
| Дания      | -              | Знак Почёта Лиги гражданской обороны                                    | Знак Почёта Лиги гражданской обороны                                    | B.F.Ht.                |
| Дания      | -              | Знак Почёта Лиги офицеров запаса                                        | Знак Почёта Лиги офицеров запаса                                        | R.O.Ht.                |
| Дания      | -              | Знак Почёта датского военного общества лёгкой атлетики                  | Знак Почёта датского военного общества лёгкой атлетики                  | D.M.If.Ht.             |

Награды иностранных государств
| Страна            | Дата вручения      | Награда                                                                                                 | Награда                                                                                                 | Литеры        |
| ----------------- | ------------------ | --- | --- | ------------- |
| Бельгия           |                    | Кавалер Большого креста ордена Леопольда I                                                              | Кавалер Большого креста ордена Леопольда I                                                              |               |
| Болгария          |                    | Кавалер ордена «Стара планина» с лентой                                                                 | Кавалер ордена «Стара планина» с лентой                                                                 |               |
| Великобритания    |                    | Кавалер Большого креста ордена Бани                                                                     | Кавалер Большого креста ордена Бани                                                                     | GCB           |
| Германия          |                    | Кавалер Большого креста специальной степени ордена «За заслуги перед Федеративной Республикой Германия» | Кавалер Большого креста специальной степени ордена «За заслуги перед Федеративной Республикой Германия» |               |
| Греция            |                    | кавалер Большого креста ордена Почёта                                                                   | кавалер Большого креста ордена Почёта                                                                   |               |
| Египет            |                    | Кавалер цепи ордена Нила                                                                                | Кавалер цепи ордена Нила                                                                                |               |
| Исландия          |                    | Кавалер Большого креста ордена Сокола                                                                   | Кавалер Большого креста ордена Сокола                                                                   |               |
| Республика Корея  |                    | Кавалер ордена «За дипломатические заслуги» 1 класса                                                    | Кавалер ордена «За дипломатические заслуги» 1 класса                                                    |               |
| Литва             |                    | Кавалер Большого креста ордена Витаутаса Великого                                                       | Кавалер Большого креста ордена Витаутаса Великого                                                       |               |
| Люксембург        |                    | Рыцарь ордена Золотого льва Нассау                                                                      | Рыцарь ордена Золотого льва Нассау                                                                      |               |
| Марокко           |                    | Кавалер Большой ленты ордена Алауитского трона                                                          | Кавалер Большой ленты ордена Алауитского трона                                                          |               |
| Нидерланды        |                    | Кавалер Большого креста ордена Нидерландского льва                                                      | Кавалер Большого креста ордена Нидерландского льва                                                      |               |
| Норвегия          |                    | Кавалер Большого креста ордена Святого Олафа                                                            | Кавалер Большого креста ордена Святого Олафа                                                            |               |
| Польша            |                    | Кавалер Большого креста ордена Заслуг перед Республикой Польша                                          | Кавалер Большого креста ордена Заслуг перед Республикой Польша                                          |               |
| Португалия        |                    | Кавалер Большого креста ордена Христа                                                                   | Кавалер Большого креста ордена Христа                                                                   | GCC           |
| СР Румыния        |                    | Кавалер ордена «23 августа» 1 степени                                                                   | Кавалер ордена «23 августа» 1 степени                                                                   |               |
| Румыния           |                    | Кавалер Большого креста ордена Звезды Румынии                                                           | Кавалер Большого креста ордена Звезды Румынии                                                           |               |
| Франция           |                    | Кавалер Большого креста ордена Почётного легиона                                                        | Кавалер Большого креста ордена Почётного легиона                                                        |               |
| Франция           |                    | Кавалер Большого креста Национального ордена «За заслуги»                                               | Кавалер Большого креста Национального ордена «За заслуги»                                               |               |
| Франция           |                    | Командор ордена Сельскохозяйственных заслуг                                                             | Командор ордена Сельскохозяйственных заслуг                                                             |               |
| Франция           |                    | Памятная медаль Операций безопасности и поддержания порядка в Северной Африке                           | Памятная медаль Операций безопасности и поддержания порядка в Северной Африке                           |               |
| Саудовская Аравия |                    | Кавалер орденской цепи Короля Абдель-Азиза                                                              | Кавалер орденской цепи Короля Абдель-Азиза                                                              |               |
| Таиланд           |                    | кавалер Большой ленты ордена Чула Чом Клао                                                              | кавалер Большой ленты ордена Чула Чом Клао                                                              | PChW          |
| Югославия         |                    | Кавалер Большой Югославской звезды                                                                      | Кавалер Большой Югославской звезды                                                                      |               |
| Япония            |                    | Кавалер ордена Цветов павловнии с большой лентой                                                        | Кавалер ордена Цветов павловнии с большой лентой                                                        |               |
| Иордания          |                    | Кавалер Большой ленты ордена Возрождения                                                                | Кавалер Большой ленты ордена Возрождения                                                                |               |
| Швеция            | 29 августа 1967 —  | Памятная медаль короля Густава VI Адольфа                                                               | Памятная медаль короля Густава VI Адольфа                                                               | GVIA:sMM      |
| Швеция            | 21 декабря 1972 —  | Рыцарь ордена Серафимов                                                                                 | Рыцарь ордена Серафимов                                                                                 | RSerafO       |
| Финляндия         | 1973 —             | Кавалер цепи ордена Белой розы                                                                          | Кавалер цепи ордена Белой розы                                                                          |               |
| Великобритания    | 1974 —             | Кавалер Большого креста Королевского Викторианского ордена                                              | Кавалер Большого креста Королевского Викторианского ордена                                              | GCVO          |
| Непал             | 24 февраля 1975 —  | Коронационная медаль Бирендры                                                                           | Коронационная медаль Бирендры                                                                           |               |
| Италия            | 8 ноября 1977 —    | Кавалер Большого креста ордена «За заслуги перед Итальянской Республикой»                               | Кавалер Большого креста ордена «За заслуги перед Итальянской Республикой»                               |               |
| Австрия           | 1979 —             | Кавалер Большой звезды Почёта «За заслуги перед Австрийской Республикой»                                | Кавалер Большой звезды Почёта «За заслуги перед Австрийской Республикой»                                |               |
| Испания           | 15 марта 1980      | Кавалер Большого креста ордена Карлоса III                                                              | Кавалер Большого креста ордена Карлоса III                                                              |               |
| Непал             | 17 октября 1989 —  | Кавалер ордена Оясви Раянья                                                                             | Кавалер ордена Оясви Раянья                                                                             |               |
| Эстония           | 1995               | Кавалер цепи ордена Креста земли Марии                                                                  | Кавалер цепи ордена Креста земли Марии                                                                  |               |
| Швеция            | 30 апреля 1996     | Памятная медаль к 50-летию короля Швеции Карла XVI Густава                                              | Памятная медаль к 50-летию короля Швеции Карла XVI Густава                                              | CXVIG:sJmt    |
| Латвия            | 17 марта 1997 —    | Кавалер Большого креста ордена Трёх звёзд                                                               | Кавалер Большого креста ордена Трёх звёзд                                                               |               |
| Бразилия          | 30 июня 1999 —     | Кавалер Большого креста ордена Южного Креста                                                            | Кавалер Большого креста ордена Южного Креста                                                            |               |
| Великобритания    | 2000 —             | Кавалер Большого креста ордена Святого Михаила и Святого Георгия                                        | Кавалер Большого креста ордена Святого Михаила и Святого Георгия                                        | GCMG          |
| Хорватия          | 2003 —             | Кавалер Большого ордена Королевы Елены с лентой и большой утренней Звездой                              | Кавалер Большого ордена Королевы Елены с лентой и большой утренней Звездой                              |               |
| Мексика           | 2008 —             | Кавалер Большого креста ордена Ацтекского орла                                                          | Кавалер Большого креста ордена Ацтекского орла                                                          |               |
| Словакия          | 23 октября 2012 —  | Кавалер ордена Двойного белого креста 1 класса                                                          | Кавалер ордена Двойного белого креста 1 класса                                                          |               |
| Швеция            | 15 сентября 2013 — | Памятная медаль «Рубиновый юбилей короля Карла XVI Густава»                                             | Памятная медаль «Рубиновый юбилей короля Карла XVI Густава»                                             | CXVIG:sJmtII  |
| Швеция            | 30 апреля 2016 —   | Памятная медаль к 70-летию короля Швеции Карла XVI Густава                                              | Памятная медаль к 70-летию короля Швеции Карла XVI Густава                                              | CXVIG:sJmtIII |